# 33210 Johnrobertson
33210 Johnrobertson è un asteroide della fascia principale. Scoperto nel 1998, presenta un'orbita caratterizzata da un semiasse maggiore pari a 2,7089341 UA e da un'eccentricità di 0,0408501, inclinata di 6,30973° rispetto all'eclittica.